# MAN Lion's City
El MAN Lion's City es un modelo de autobús interurbano desarrollado por el segmento Buses MAN SE, de la empresa alemana MAN SE, que comenzó a producirse en 1996, que tiene ultimada su producción de ensamblaje en la planta que tiene la empresa en la ciudad polaca de Poznan.
Este modelo, contrario a otros de la estirpe de MAN, es un bus de piso bajo con entrada a ras del suelo, con rampa incluida para permitir el acceso a personas con discapacidad en silla de ruedas, bajando el propio autobús el chasis para facilitar su entrada. Desarrollado desde finales del siglo XX, a lo largo de su trayectoria ha contado con diversas modificaciones que le han cambiado sus elementos internos y externos, tanto para motor, ejes, interior, acceso o visión exterior estética. 
Los primeros modelos que se presentaron fueron el autobús interurbano de piso bajo de 12 metros NÜ xx3 (A20) en 1996, el autobús urbano de 12 metros NL xx3 (A21) en 1997 y el articulado NG xx3 (A23) en 1998. Al igual que con los modelos anteriores de autobuses MAN, la potencia formaba parte del nombre del modelo, lo que Los autobuses de la serie NÜ con potencias nominales de 160 y 270 kW se denominan modelos NÜ 263 y NÜ 313 respectivamente.
Los modelos del MAN Lion's City están disponibles con un motor directo turboalimentado de 6 cilindros que funciona con diésel, gas natural comprimido o gas licuado del petróleo. También han probado con éxito versiones con propulsión de pila de combustible de hidrógeno y con motores de combustión interna de hidrógeno, así como propulsión híbrida diésel-eléctrica.

## Galería

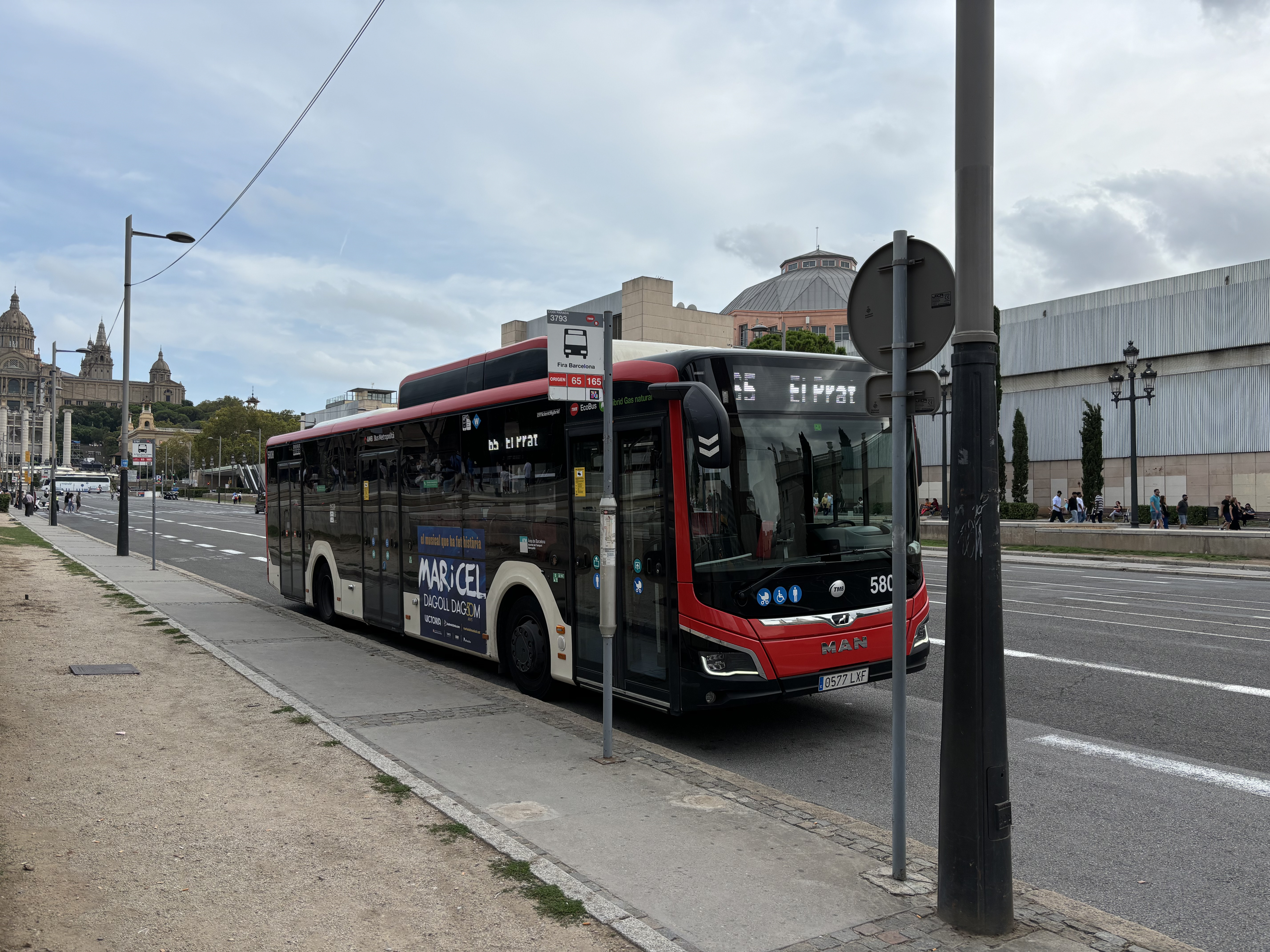
Un MAN Lion's City de TMB
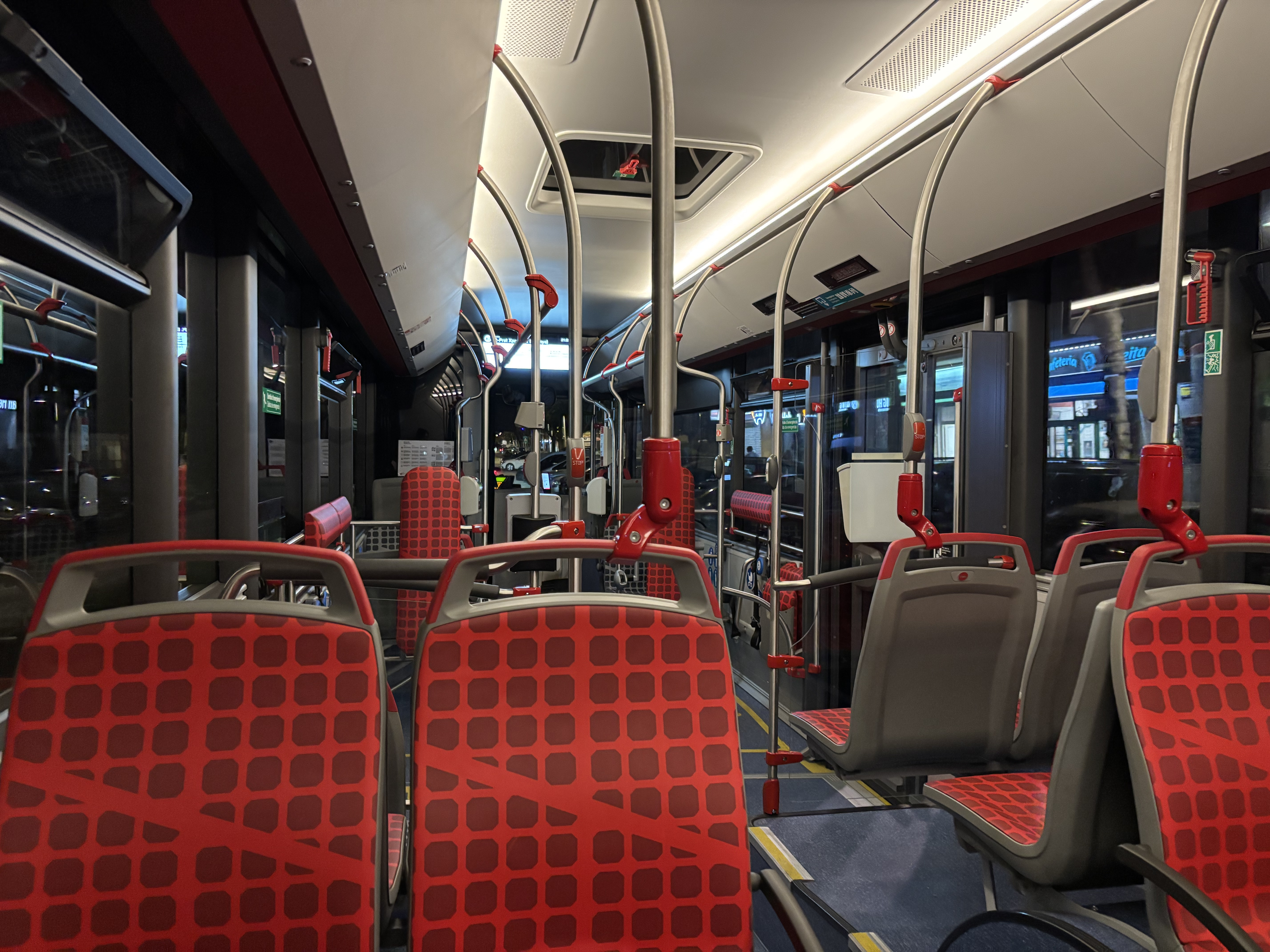
El interior del nuevo MAN Lion's City